# Liga Colombiana de Béisbol Profesional 2006-07
La temporada de la Liga Colombiana de Béisbol Profesional 2006-07 o Copa Costeña de Béisbol Profesional 2006/2007 fue la 31° edición de este campeonato. Comenzó el 27 de octubre de 2006. Un total de 4 equipos participaron en la competición. El expelotero Ubaldo Salinas, quien fue campeón mundial con Colombia en 1965 jugando en la segunda base, actuó como coordinador de disciplina y el exárbitro Edgardo Schemell como coordinador de umpires. 68 peloteros nacionales y 40 extranjeros formaron los equipos.

## Novedades
Se aumentó la cuota de peloteros a 25 unidades, 11 de ellos lanzadores en virtud al alargue de la temporada. Los torneos anteriores se utilizaron 24 jugadores por róster, 10 de ellos lanzadores. Además se aumentaron 24 juegos más que las temporadas anteriores para un total de 54 juegos por equipo y se jugó un round robin.

## Sistema de juego
La primera fase llamada temporada regular la jugaron los cuatro equipos entre sí disputando 54
juegos, 27 de local y 27 de
visitante. Los tres mejores clasificaron al round robin. La final la disputaron los 2 primeros equipos de la fase
anterior siendo campeón el
ganador de 4 de 7 juegos.

## Equipos participantes
| Equipo                   | Fundación | Departamento | Ciudad       | Estadio                   | Capacidad |
| Caimanes de Barranquilla | 1984      | Atlántico    | Barranquilla | Estadio Tomás Arrieta     | 8 000     |
| Tigres de Cartagena      | 1996      | Bolívar      | Cartagena    | Estadio Once de Noviembre | 12 000    |
| Cardenales de Montería   | 2004      | Córdoba      | Montería     | Estadio 18 de Junio       | 11 000    |
| Toros de Sincelejo       | 2003      | Sucre        | Sincelejo    | Estadio 20 de Enero       | 10 000    |

## Temporada regular
Se disputó del 27 de octubre al 30 de diciembre de 2006.
| Pos | Equipo                   | JG | JP | JJ | AVG.  | Dif  |
| --- | ------------------------ | -- | -- | -- | ----- | ---- |
| 1.  | Tigres de Cartagena      | 28 | 26 | 54 | 0,519 | ---  |
| 2.  | Toros de Sincelejo       | 28 | 26 | 54 | 0,519 | ---  |
| 3.  | Caimanes de Barranquilla | 28 | 26 | 54 | 0,519 | ---  |
| 4.  | Cardenales de Montería   | 24 | 30 | 54 | 0,388 | 12,0 |

- (Nota): Los equipos clasificados quedaron empatados por lo que fue necesario un sorteo para definir las posiciones oficiales con la única ventaja de descansar en la primera jornada del Round Robin.[2]

|  | Clasificados al Round Robin |
|  | Eliminados.                 |

## Round Robin
| Pos | Equipo                   | JG | JP | JJ | AVG.  | Dif |
| --- | ------------------------ | -- | -- | -- | ----- | --- |
| 1.  | Caimanes de Barranquilla | 6  | 2  | 8  | 0,750 | --- |
| 2.  | Tigres de Cartagena      | 4  | 4  | 8  | 0,500 | 2,0 |
| 3.  | Toros de Sincelejo       | 1  | 7  | 8  | 0,125 | 5,0 |

|  | Clasificados al play off final |
|  | Eliminados.                    |

## Play Off Final
Se disputaron 4 juegos todos ganados por el campeón.
| Pos | Equipo                   | JG | JP | JJ | AVG.  | Dif |
| --- | ------------------------ | -- | -- | -- | ----- | --- |
| 1.  | Tigres de Cartagena      | 4  | 0  | 4  | 1,000 | --- |
| 2.  | Caimanes de Barranquilla | 0  | 4  | 4  | 0,000 | 4   |

|  | Campeón    |
|  | Subcampeón |

| Colombia                                  |
| Campeón Tigres de Cartagena Quinto título |

## Los Mejores
Temporada regular

### Bateadores
| Promedio de bateo (BA) | Promedio de bateo (BA)  | Promedio de bateo (BA) |
| ---------------------- | ----------------------- | ---------------------- |
| 1                      | Brent Metheny (TOR)     | .343                   |
| 2                      | Carlos Villalobos (CAI) | .340                   |
| 3                      | Pete Maestrales (TIG)   | .337                   |

| Carreras anotadas (R) | Carreras anotadas (R)   | Carreras anotadas (R) |
| --------------------- | ----------------------- | --------------------- |
| 1                     | Carlos Duncan (CAR)     | 44                    |
| 2                     | Carlos Villalobos (CAI) | 43                    |
| 3                     | Brent Metheny (TOR)     | 42                    |

| Carreras impulsadas (RBI) | Carreras impulsadas (RBI) | Carreras impulsadas (RBI) |
| ------------------------- | ------------------------- | ------------------------- |
| 1                         | Carlos Duncan (CAR)       | 46                        |
| 2                         | Carlos Villalobos (CAI)   | 38                        |
| 3                         | Horace Lawrence (TOR)     | 36                        |

| Bases Robadas (SB) | Bases Robadas (SB)       | Bases Robadas (SB) |
| ------------------ | ------------------------ | ------------------ |
| 1                  | Carlos Duncan (CAR)      | 11                 |
| 2                  | Valerio Heredia (TOR)    | 10                 |
| 3                  | Deivis Rivadeneira (TOR) | 9                  |

| Jonrones (HR) | Jonrones (HR)           | Jonrones (HR) |
| ------------- | ----------------------- | ------------- |
| 1             | Carlos Duncan (CAR)     | 11            |
| 2             | Carlos Villalobos (CAI) | 8             |
| 3             | Juan C. Infante (CAR)   | 8             |

| Hits (H) | Hits (H)                | Hits (H) |
| -------- | ----------------------- | -------- |
| 1        | Carlos Duncan (CAR)     | 66       |
| 2        | Carlos Villalobos (CAI) | 64       |
| 3        | Trino Aguilar (TIG)     | 63       |

| Dobles (2B) | Dobles (2B)             | Dobles (2B) |
| ----------- | ----------------------- | ----------- |
| 1           | Carlos Duncan (CAR)     | 16          |
| 2           | Rafael Ozuna (CAR)      | 15          |
| 3           | Carlos Villalobos (CAI) | 14          |

| Triples (3B) | Triples (3B)           | Triples (3B) |
| ------------ | ---------------------- | ------------ |
| 1            | Hamilton Sarabia (CAR) | 4            |
| 2            | Diover Ávila (CAR)     | 3            |
| 3            |                        |              |

### Lanzadores
| Juegos Ganados (W) | Juegos Ganados (W)    | Juegos Ganados (W) |
| ------------------ | --------------------- | ------------------ |
| 1                  | Dorian Castro (CAI)   | 6-2 (0.750)        |
| 2                  | Kevin Cheppenko (CAI) | 5-1 (0.833)        |
| 3                  | Marvin Alarcon (CAR)  | 5-1 (0.833)        |

| Efectividad (ERA) | Efectividad (ERA)   | Efectividad (ERA) |
| ----------------- | ------------------- | ----------------- |
| 1                 | Ben Moore (TOR)     | 2.45              |
| 2                 | Bayron Batson (TIG) | 2.64              |
| 3                 | Roque Roman (TOR)   | 2.79              |

| Ponches (SO) | Ponches (SO)            | Ponches (SO) |
| ------------ | ----------------------- | ------------ |
| 1            | Chris Jakabauskas (TIG) | 59           |
| 2            | Ben Moore (TOR)         | 56           |
| 3            | Javier Ortiz (CAR)      | 53           |

| Juegos Salvados (SV) | Juegos Salvados (SV) | Juegos Salvados (SV) |
| -------------------- | -------------------- | -------------------- |
| 1                    | Nate Cotton (TOR)    | 17                   |
| 2                    | Jerry Blevis (CAI)   | 9                    |
| 3                    | Román Martinez (TIG) | 6                    |

### Jugador más Valioso - Premio "Orlando Ramírez"
| Ganador       | Equipo     | Pos. |
| ------------- | ---------- | ---- |
| Carlos Duncan | Cardenales | IF   |